# Péluse
Pelusium ou Péluse était une cité de la Basse-Égypte antique, située à l’extrémité nord-est du delta du Nil, sur ce qui était l’embouchure la plus orientale du Nil nommée branche pélusiaque.
Située à environ trente kilomètres au sud-est de Port-Saïd, la ville était aussi appelée Pelousion (Πηλούσιον) en grec, Sin en chaldéen, Seyân en araméen, et désormais Tell el-Farama en arabe moderne.
La ville est citée (sous le nom de סין Sin, « la force de l’Égypte ») dans la Bible.

## Localisation
Péluse s'étend entre le littoral et les marais du delta du Nil, à environ deux milles et demi de la mer. Le port est ensablé dès le Ier siècle avant notre ère, et le littoral a maintenant beaucoup progressé au-delà de ses anciennes limites, de sorte que la ville, même au IIIe siècle de notre ère, se trouvait à au moins quatre miles de la Méditerranée.
Le principal produit des terres voisines était le lin, et le linum Pelusiacum était à la fois abondant et de très bonne qualité. Péluse est également connu pour avoir été un producteur précoce de bière, connue sous le nom de boisson pélusienne. Péluse est une forteresse sur la frontière, protégeant l'Égypte de la Syrie et de la mer. Ainsi, du fait de sa position, elle était directement exposée aux attaques de tout envahisseur de l'Égypte ; elle est souvent assiégée, et plusieurs batailles importantes se sont déroulées autour de ses murs.

## Noms
Péluse est la grande ville la plus orientale de Basse-Égypte, située sur la rive la plus orientale du Nil, l'« Ostium Pelusiacum », à laquelle elle a donné son nom. Pline l'Ancien donne son emplacement par rapport à la frontière de l'Arabie : « À Ras Straki, à 65 miles de Pelusium, se trouve la frontière de l'Arabie. Ensuite commence l'Idumée, et la Palestine à l'endroit où l'on aperçoit le lac Serbonian. Ce lac... n'est plus qu'un marais inconsidéré. »
Le nom romain « Pelusium » est dérivé du nom grec, lui-même une traduction du nom égyptien. Il est diversement connu sous les noms de Sena et Per-Amon (égyptien et copte : Ⲡⲉⲣⲉⲙⲟⲩⲛ Peramon) signifiant « Maison (ou Temple) du dieu soleil Amon », Pelousion ou Saien (grec ancien : Πηλούσιον ou Σαῖν), Sin (hébreu : סִין) -Chaldéen et hébreu-, Seyân (araméen) et Tell el-Farama (arabe égyptien moderne),. Selon William Smith, il s'agissait de la ville Sin de la Bible hébraïque (Ezéchiel xxx. 15). Smith a supposé que le mot dans ses formes égyptienne et grecque (Peremoun ou Peromi ; grec Πήλος Pelos) avait la connotation d'une « ville faite de boue » (cf. omi, copte, « boue »). L'auteur anonyme du Targum palestinien araméen a traduit le mot « Ramsès » du Pentateuque par Pelusin (Pelusium). Il n'est pas certain que le rabbin et érudit du Xe siècle, Saadia Gaon, ait été d'accord ou non avec cette détermination, bien qu'il possède une autre tradition plus tardive, écrivant que Ramsès mentionné dans Nombres 33:3, et dans Exode 1:11 et 12:37, comme aussi dans Genèse 47:11, se réfère à la ville égyptienne de ʻAin Shams. Selon l'historien du Ier siècle Flavius Josèphe, Pelusium était située sur l'une des embouchures du Nil. Les géographes historiques modernes associent ʻAin Shams à la ville antique d'Héliopolis.

## Histoire

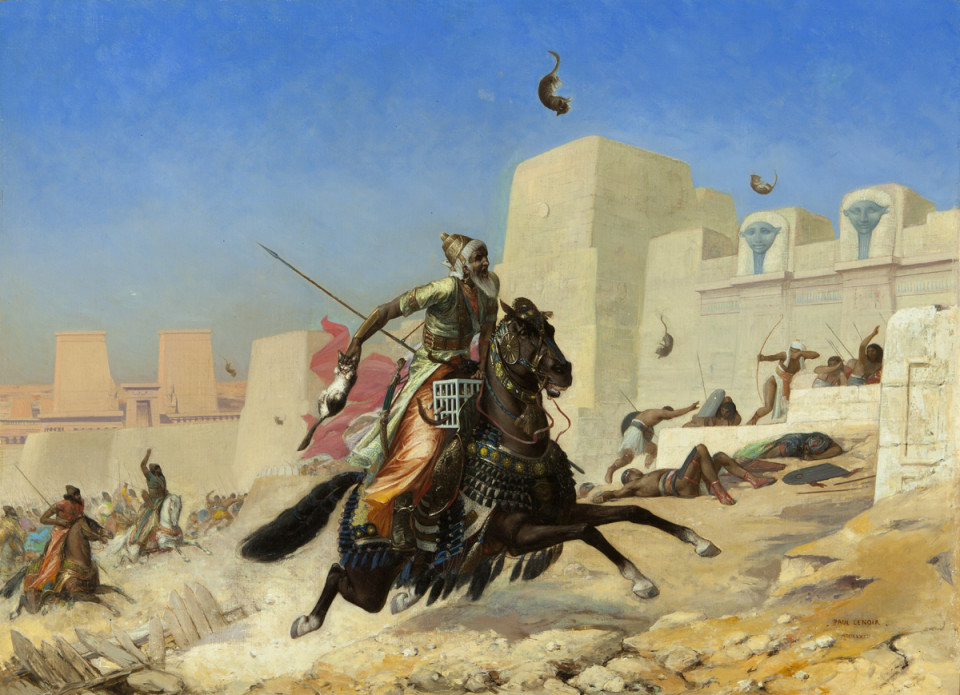
Le peintre français Paul-Marie Lenoir (1843-1881) illustre à sa façon la légende dans Le roi Cambyse au siège de Péluse, toile exposée au Salon parisien de 1873 : le roi achéménide et ses cavaliers perses y balancent des chats à bout de bras vers les remparts égyptiens.

Ville-clef de l'Égypte du côté de la Palestine, elle est le siège ou l'objet de nombreuses batailles.

C'est à proximité de Péluse qu'eut lieu la bataille du delta du Nil, sous le règne de Ramsès III, vers 1180-1175 avant notre ère, ayant opposé l'Égypte aux Peuples de la mer. En 700 avant notre ère, les armées de Sennachérib, roi d'Assyrie, y sont frappées de maladie. En 525 avant notre ère, une grande bataille est livrée entre Cambyse II, roi achéménide de l'empire perse, et le pharaon Psammétique III. Péluse est prise et les Égyptiens écrasés, prélude à la domination perse. Dans le livre VII de ses Stratagèmes, le général macédonien Polyen, peu soucieux de véracité historique, raconte une anecdote légendaire à propos du siège de Péluse. Cambyse aurait disposé devant ses troupes des « Chiens, brebis, chats, ibis », animaux sacrés aux yeux des Égyptiens, empêchant ainsi ces derniers de tirer sur l'armée perse : 

« Cambyse assiégeait Péluse. Les Égyptiens lui résistaient vigoureusement, lui fermaient les entrées de l'Égypte, et lui opposaient des catapultes et d'autres machines, au moyen desquelles ils lançaient sur ses troupes des traits, des pierres et du feu. Cambyse prit de tous les animaux que les Égyptiens adoraient, comme chiens, brebis, chats, ibis, et les plaça au-devant de ses troupes. Les Égyptiens cessèrent de tirer, de peur de blesser quelqu'un de ces animaux sacrés, et Cambyse ayant pris Péluse, pénétra de cette sorte dans le centre de l'Égypte »

— Polyen,
.
Après une brève restauration de l'indépendance égyptienne vers 400 avant notre ère, Péluse est prise de nouveau en 369 par les Perses. En 48 avant notre ère, Pompée y est assassiné, ou à proximité. Après la bataille d'Actium, elle tombe, au printemps 30 avant notre ère, entre les mains d'Octave.
Vers 130, un temple de Zeus y est rénové. L'astronome grec Claude Ptolémée (100-168) y aurait résidé.
En 541, la peste de Justinien frappe la région.
En 639, après une forte résistance, Amr ibn al-As s'en empare. En 749, la zone est ravagée lors des révoltes coptes de Bashmur (en) contre les abus arabes. Vers 870, Pelusium aurait été un port de première importance dans le réseau commercial des marchands radhanites.
En 1117, Baudouin de Boulogne rase la ville, mais meurt peu après d'une intoxication alimentaire après avoir mangé du poisson local.
Le fameux mathématicien Gaspard Monge fut titré comte de Péluse.
De nos jours, elle est le siège d’un métropolite de l’Église orthodoxe.

## Recherches archéologiques
Les premières fouilles à Péluse ont commencé en 1910 et ont été menées par l'égyptologue français Jean Clédat, qui a également dessiné le plan de l'ensemble du site. Dans les années 1980, des travaux ont été menés par des chercheurs égyptiens dirigés par Mohammed Abd El-Maksoud ainsi que par le linguiste et historien français Jean-Yves Carrez-Maratray. L'expédition égyptienne a mis au jour des bains romains avec des mosaïques, datés du IIIe siècle. En raison de la construction prévue du canal de la Paix, qui devait traverser le site, des fouilles de sauvetage ont été entreprises en 1991. Chacune des institutions du monde entier qui ont participé au projet s'est vu attribuer un secteur dans la région de Péluse et de ses environs, c'est-à-dire le « Grand Pelusium ». L'équipe égyptienne a exploré le théâtre romain et la basilique byzantine, les Suisses ont effectué un sondage, les Britanniques ont travaillé dans la partie sud du site et les Canadiens dans la partie ouest. De 2003 à 2009, une expédition du Centre polonais d'archéologie méditerranéenne de l'université de Varsovie a mené des recherches dans ce qu'on appelle le Grand Théâtre du IIe et IIIe siècles et dans des bâtiments résidentiels de date ultérieure. L'équipe polono-égyptienne a également effectué des travaux de restauration et de reconstruction dans le théâtre.
En 2019, à côté des rues principales de la ville de Péluse, un bâtiment gréco-romain de 2 500 mètres carrés fait de briques rouges et de calcaire a été révélé par la mission archéologique égyptienne. L'aménagement intérieur du bâtiment contenait les vestiges de trois bancs circulaires de soixante centimètres d'épaisseur. Selon l'archéologue Mostafa Waziri, le bâtiment était très probablement utilisé pour tenir des réunions pour les représentants des citoyens ou le siège du conseil sénatorial de Péluse,.
En 2022, des archéologues ont trouvé les restes d'un temple de Zeus-Kasios. Les chercheurs connaissaient l'existence du temple, puisqu'au début de 1900, Jean Clédat avait trouvé des inscriptions grecques qui montraient l'existence du temple, mais c'était la première fois que des ruines du temple étaient trouvées.

## Routes militaires romaines
Parmi les six routes militaires formées ou adoptées par les Romains en Égypte, les suivantes sont mentionnées dans l'Itinerarium d'Antonin comme étant liées à Péluse :

« * De Memphis à Pelusium. Cette route rejoint la grande route de Pselcis en Nubie à Babylone, presque en face de Memphis, et coïncide avec elle jusqu'à Scenae Veteranorum. Les deux routes, celle de Pselcis à Scenae Veteranorum, qui bifurquait vers l'est à Héliopolis, et celle de Memphis à Pelusium, reliaient cette dernière ville à la capitale de la Basse-Égypte, au canal de Trajan et à Arsinoe, près de Suez, sur le Sinus Heroopolites (actuel golfe de Suez).
- D'Acca à Alexandrie, longeait la Méditerranée de Raphia à Pelusium. »

## Histoire ecclésiastique
Péluse est nommée « Sin, la force de l'Égypte » dans le livre biblique d'Ézéchiel, chapitre 30:15.
Péluse est devenue très tôt le siège d'un évêque chrétien. Son évêque Dorothée a participé au premier concile de Nicée en 325. En 335, Marcus fut exilé en raison de son soutien à Athanase d'Alexandrie. Son remplaçant Pancratius, un exposant de l'arianisme, était présent au deuxième concile de Sirmium en 351. Plusieurs des évêques connus de Péluse qui lui ont succédé ont également été considérés comme hérétiques par les orthodoxes. En tant que capitale de la province romaine d'Augustamnica Prima, Pelusium était ecclésiastiquement le siège métropolitain de la province,.
Péluse est toujours le siège d'un évêché métropolitain de l'actuelle Église orthodoxe orientale.
Isidore de Péluse (mort vers 450), né à Alexandrie, devint un ascète et s'installa sur une montagne près de Péluse, dans la tradition des Pères du désert.
Péluse est aujourd'hui répertorié par l'Église catholique comme un archevêché métropolitain titulaire, tant dans l'Église latine que dans l'Église grecque-catholique melchite.

### Siège titulaire latin
Au XIXe siècle, le diocèse a été nominalement restauré en tant qu'archevêché métropolitain titulaire Pelusium des Romains.
Il est vacant depuis des décennies, ayant eu les titulaires suivants, du rang le plus élevé avec une seule exception épiscopale (rang le plus bas) :
- Joseph Sadoc Alemany y Conill, Ordre dominicain (O.P.) (1885- 1888).
- Guido Corbelli, Ordre des Frères Mineurs Observants (O.F.M. Obs.) (1888-1896)
- Giovanni Nepomuceno Glavina (1896-1899)[11)
- Alphonse-Martin Larue (1899.-1903)
- Theodor Kohn (1904-1915)
- Évêque titulaire John Francis Regis Canevin (1921-1927)
- Plácido Ángel Rey de Lemos, Frères mineurs (O.F.M.) (1927-1941)
- José Ignacio López Umaña (1942-1943)
- Patrick Mary O'Donnell (1948-1965)

### Siège titulaire melkite
Depuis son érection au XXe siècle en archevêché métropolitain titulaire, le Pélusium des Melkites (grecs) a eu les titulaires suivants, tous de ce rang suprême :
- Pierre Kamel Medawar, Société des Missionnaires de Saint-Paul (M.S.P.) (1943-1985).
- Isidore Battikha, Ordre Basilien Alepien (B.A.) (1992-2006)
- Georges Bakar (2006-...), Protosyncelle d'Égypte, du Soudan et du Soudan du Sud des Grecs-Melkites (Égypte)